# Zum Oberhaus

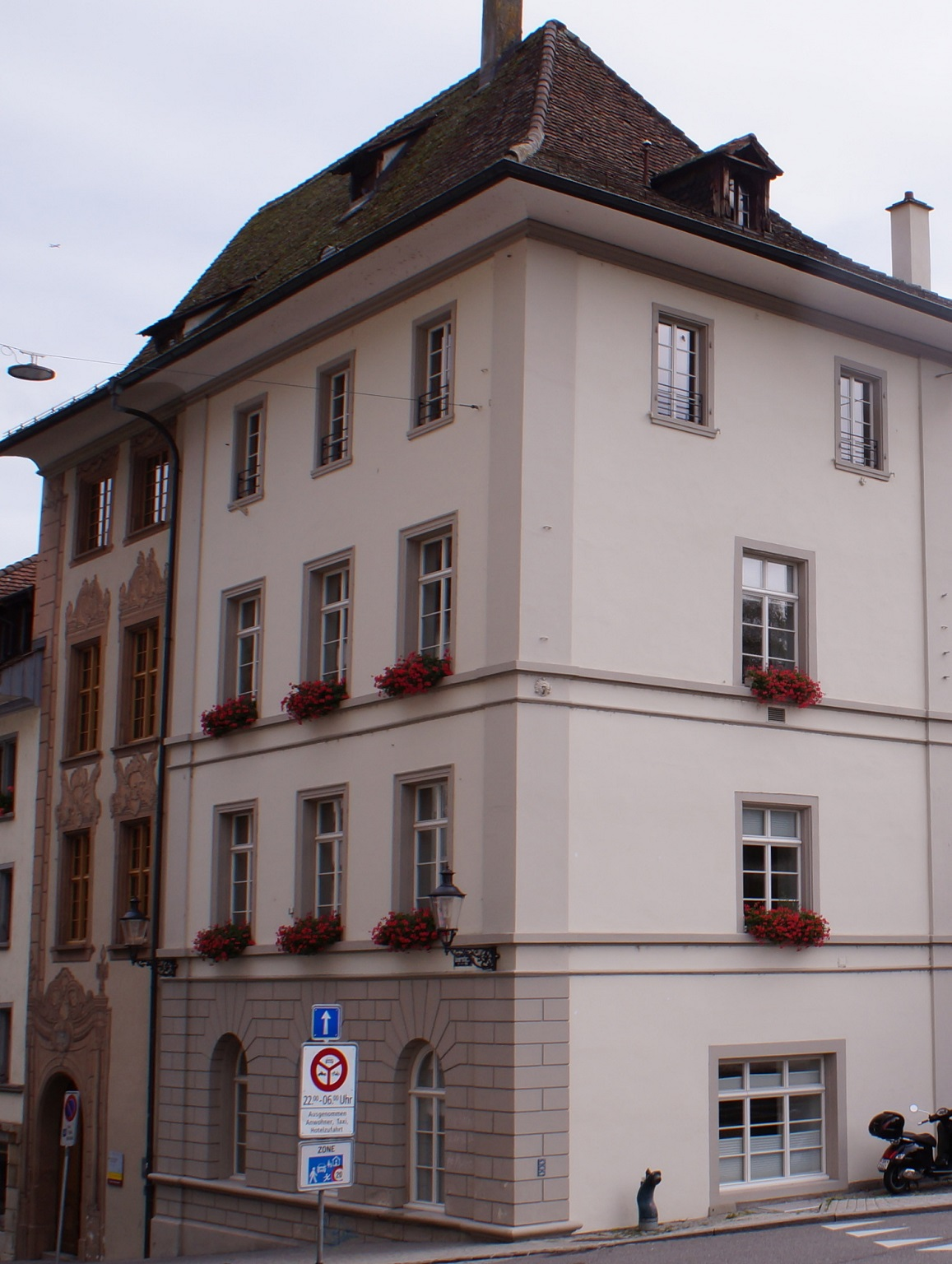
«Zum Oberhaus», Gesamtansicht 2020

«Zum Oberhaus» bezeichnet ein Kulturdenkmal in Schaffhausen. Das mehrmals umgebaute Bürgerhaus ist im Kulturgüterschutz-Inventar der Schweiz als «Kulturgut von regionaler Bedeutung» (B-Objekt, KGS-Nr. 4422) klassifiziert und prägt neben dem «Obertorturm» den westlichen Abschluss der Strasse «Oberstadt». Diese ist Teil des «Ortsbilds von nationaler Bedeutung» im Inventar der schützenswerten Ortsbilder der Schweiz (ISOS).

## Lage
Das Gebäude (Oberstadt Nr. 23) steht am Ende der nach Westen ansteigenden Strasse «Oberstadt». Zwischen dem Bauwerk und dem gegenüberliegenden Obertorturm befand sich das 1864 abgebrochene «Obertor» in der um 1200 erbauten Stadtmauer. Das «Zunfthaus zum Rüden» (Oberstadt Nr. 20) schräg gegenüber gehört zu den «Kulturgütern von nationaler Bedeutung» (A-Objekt, KGS-Nr. 4433).

## Geschichte
Schaffhausen wurde 1198 zähringische Landstadt. In den folgenden Jahren wurde die Stadt um die Oberstadt erweitert und durch eine Stadtmauer geschützt. An Stelle des «Oberhauses» wird 1098 die «Stadtburg» urkundlich erwähnt. Ihr nördlicher Flügel ragte in die Gasse hinein. Der Obertorturm war ein Wohnturm eines städtischen Adelshofs.
Im 14. Jahrhundert waren Oberhaus und Obertorturm im Besitz der Adelsfamilie Fridbolt. Hans Conrad von Waldkirch (* 1549) richtete 1592 in diesem Haus die erste Schaffhauser Buchdruckerei ein. Das Anwesen wurde 1662 durch den Oberbaumeister und Kartographen Heinrich Peyer (1621–1690) erworben.
Seit dem Anfang des 19. Jahrhunderts wurde das Bauwerk als Schulhaus verwendet und 1857 durch die Stadt übernommen. Erster Nutzer war eine Privatschule. Aus verkehrstechnischen Gründen wurden 1853 das Obertor und 1864 der Nord bzw. Querflügel des Oberhauses abgebrochen.

## Beschreibung
Im Gebäude sind noch Teile der mittelalterlichen Stadtburg erhalten. Das Haus ist ein viergeschossiges Gebäude. Im ersten Obergeschoss befindet sich ein spätgotisches Türgericht aus der ersten Hälfte des 16. Jahrhunderts. Die Stuckdecken in der Vorhalle und im Treppenhaus stammen aus dem frühen 18. Jahrhundert. Bemaltes Holzgetäfel im Laubengang zum Hinterhaus wird auf etwa 1750 datiert.